# Martin Vlijm
Martin Vlijm (Amsterdam, 7 december 1958) is een Nederlandse handbalcoach en voormalig handbalspeler. Vanaf het seizoen 2021/22 is Vlijm coach van het herenteam van V&L.

## Biografie
Als speler kwam hij uit voor het nationaal team en speelde bij onder andere AHC '31, Vlug en Lenig, Sittardia en Arena. Op 37-jarige leeftijd stapte hij over naar het trainersvak. Vlijm was assistent-bondscoach van het Nederlands handbalteam en als hoofdcoach was Vlijm actief bij V&L, Wild Dogs, Volendam, Bevo HC en Hurry-Up. Van 2018 tot 2019 was Vlijm coach van het Belgische Sporting NeLo.

## Privé
Vlijm is getrouwd en heeft een zoon. 
2. Mark Beaumont ·
3. Jesper Hamans ·
5. Ryan Kusters ·
7. Lou Peters ·
8. Stef Schreurs ·
9.  Tristen Boiten ·
10. Damiano Caddeo  ·
11. Daan van Straeten ·
16. Sef Gielen ·
20. Marnix Buquet ·
22. Yakko Bannnink ·
31. Killian Von Den Hoff ·
33. Cas Driessen ·
Coach: Martin Vlijm
4. Jarne Arts ·
2. Seppe Vandenboer ·
3. Benjamin Bongaerts ·
4. Niels Vansloot ·
5. Ricardo Silva ·
7.  Tommie Falke ·
8. Lode Vanmierlo ·
9. Door Vandebeeck ·
10.  Ephrahim Jerry ·
11. Vlatko Tasevski ·
12.  Thijs van Leeuwen ·
13.  Kamil Kirsz ·
14.  Marco Vernooy ·
15.  Bart Köhlen ·
16. Nick Deekens ·
17.  Daan Versleeuwen ·
21. Louis Vandebeeck ·
22. Kenzo van Vlierden ·
27.  Robin Schoenaker ·
31. Tom Lukkesen ·
34.  Peter Schoenaker ·
35. Youri Denert ·
44. Robbe Spooren ·
Coach:  Joël Abat ( Martin Vlijm)
· Assistent-coach: Bjorn Timmermans
4. Niels van Sloot ·
5.  Mats Pastoor ·
7.  Daan Versleeuwen ·
10.  Ephrahim Jerry ·
11. Vlatko Tasevski ·
12.  Thijs van Leeuwen ·
14.  Marco Vernooy ·
17.  Kim Schroeder ·
19. Philippe Cnyrim ·
21. Louis Vandebeeck ·
23. Sebastian Follon ·
24.  Andreas Kittel ·
25.  Adam Barnyak ·
27.  Robin Schoenaker ·
31. Tom Lukkesen ·
34. David Denert ·
43. David Polfliet ·
Coach:  Martin Vlijm
1. Bart Ravensbergen ·
2. Max de Lange ·
3. Merijn Haenen ·
5. Bram Knippenbergh ·
6. Rik Elissen ·
7. Toon Leenders ·
8. Pim Augustinus ·
9. Nick de Kuyper ·
10. Robin Jansen ·
12. Bram van Grunsven ·
14. Sonni de Jonge ·
16. Mark van den Beucken ·
18. Jeroen van den Beucken ·
19. Gergo Lovas ·
23. Niek Jordens ·
73. Dennis Vlijm ·
79. Dario Polman ·
Coach: Martin Vlijm
· Assistent-coach: Lambert van Berlo
1. Bart Ravensbergen ·
2. Max de Lange ·
5. Bram Knippenbergh ·
7. Eelco Weevers ·
8. Pim Augustinus ·
9. Nick de Kuyper ·
10. Robin Jansen ·
11. Daan Versleeuwen ·
14. Sonni de Jonge ·
16. Mark van den Beucken ·
18. Jeroen van den Beucken ·
23. Niek Jordens ·
69.  Karim Tamim ·
73. Dennis Vlijm ·
79. Dario Polman ·
Coach: Martin Vlijm
· Assistent-coach: Lambert van Berlo
1. Thijs van de Mortel ·
2. Max de Lange ·
4. Niek Jordens ·
5. Bram Knippenbergh ·
7. Eelco Weevers ·
8. Pim Augustinus ·
9. Nick de Kuyper ·
10. Robin Jansen ·
11. Daan Versleeuwen ·
12. Bart Ravensbergen ·
13. Ron Klemann ·
14. Gergö Lovas ·
15. Wouter Leenen ·
17. Dennis Vlijm ·
18. Jeroen van den Beucken ·
79. Dario Polman ·
Coach: Martin Vlijm
· Assistent-coach: Lambert van Berlo
Guido Aben ·
Peter Beckers ·
Bart Braeken ·
Juri Corvers ·
Jordi Cremers ·
Paul Geraets ·
Jop Gilissen ·
Mark Leckebusch ·
Maarten Kooijman ·
Martijn Meijer ·
Rudi Schenk ·
Mike Schoenaker ·
Marco Timmers ·
Robin Verjans ·
Alan van de Wall ·
Coach: Martin Vlijm
Hub Amkreutz ·
René Coumans ·
Henny Cramers ·
Ton Dormans ·
Jan-Willem Hamers ·
René Hartgers ·
Wil Jacobs ·
Paul Kikken ·
Paul Louwers ·
Ron Mendelewski ·
Jan van Merwijk ·
René Nijsten ·
Eddy Roumen ·
Martin Vlijm ·
Han Vondenhoff ·
Mark Willems ·
Coach: Pim Rietbroek
1. Hans Geuskens ·
2. Paul Kikken ·
3. Mark Willems ·
5. Henny Cramers ·
4. Ton Dormans ·
6. Jan-Willem Hamers ·
7. Wil Jacobs ·
8. Paul Louwers ·
10. Martin Vlijm ·
12. Jean Last ·
11. René Nijsten ·
13. Han van den Hoff ·
Coach: Pim Rietbroek
René Coumans ·
Henny Cramers ·
Ton Dormans ·
Hans Geuskens ·
Jos Gerards ·
Jan-Willem Hamers ·
René Hartgers ·
Wil Jacobs ·
Paul Kikken ·
Jean Last ·
Paul Louwers ·
Ron Mendelewski ·
René Nijsten ·
Eddy Roumen ·
Martin Vlijm ·
Han Vondenhoff ·
Mark Willems ·
Coach: Pim Rietbroek